# Vaassen

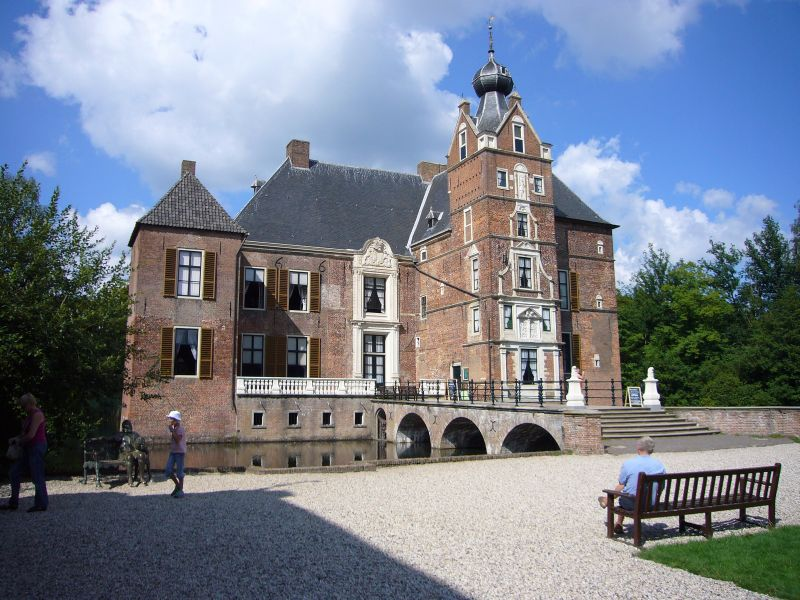
Kasteel De Cannenburgh

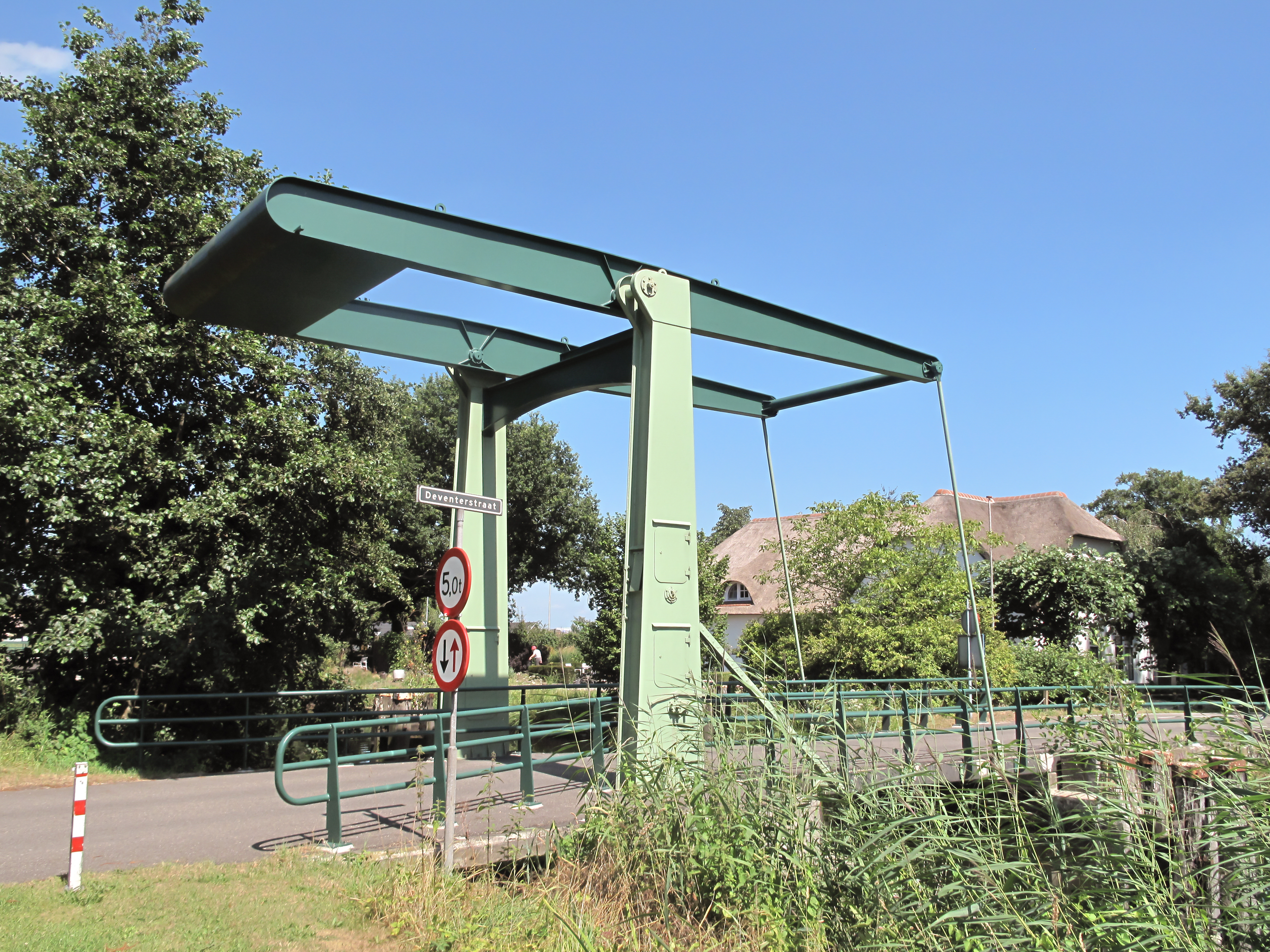
Ophaalbrug over Apeldoorns Kanaal

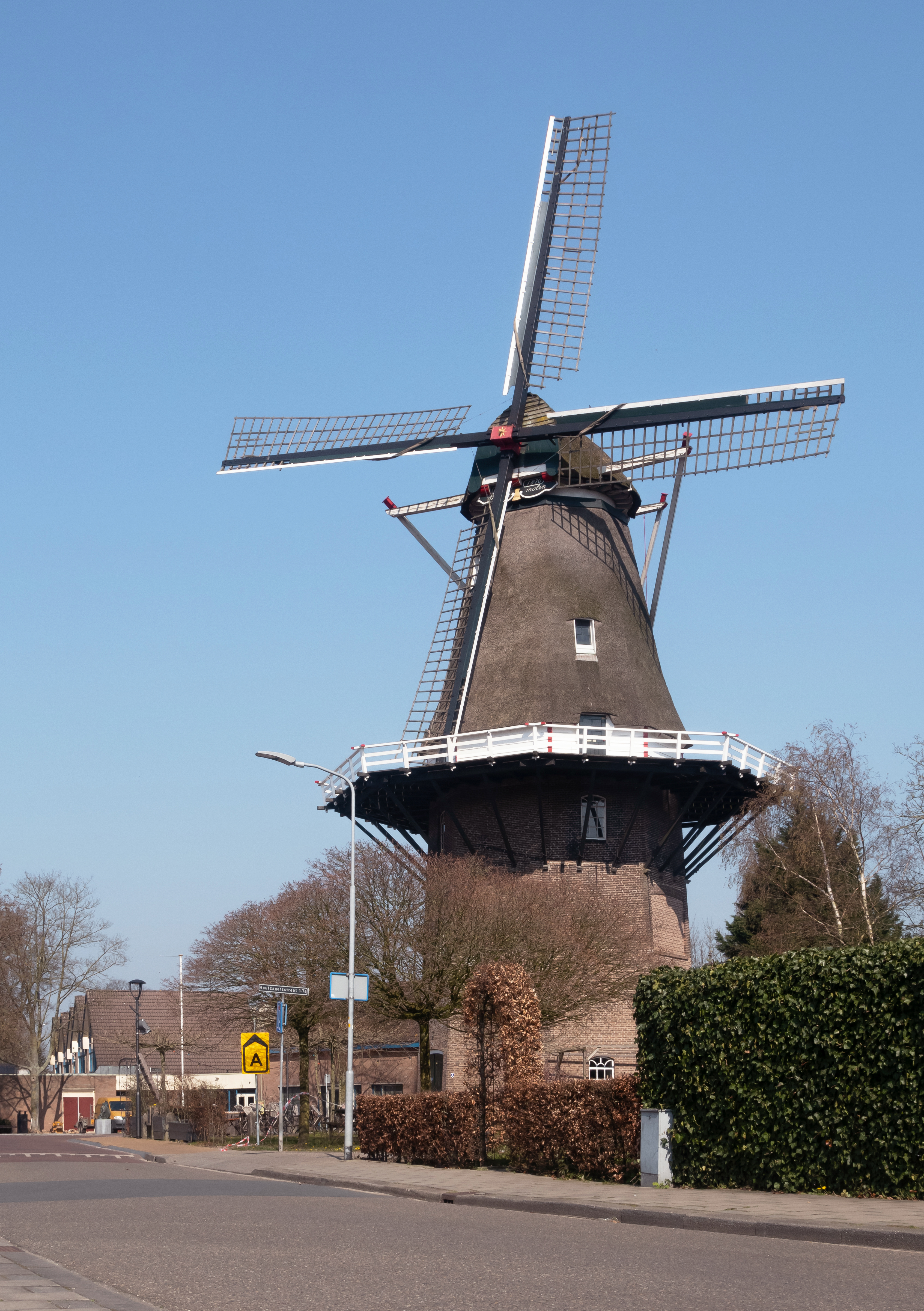
Daams' molen

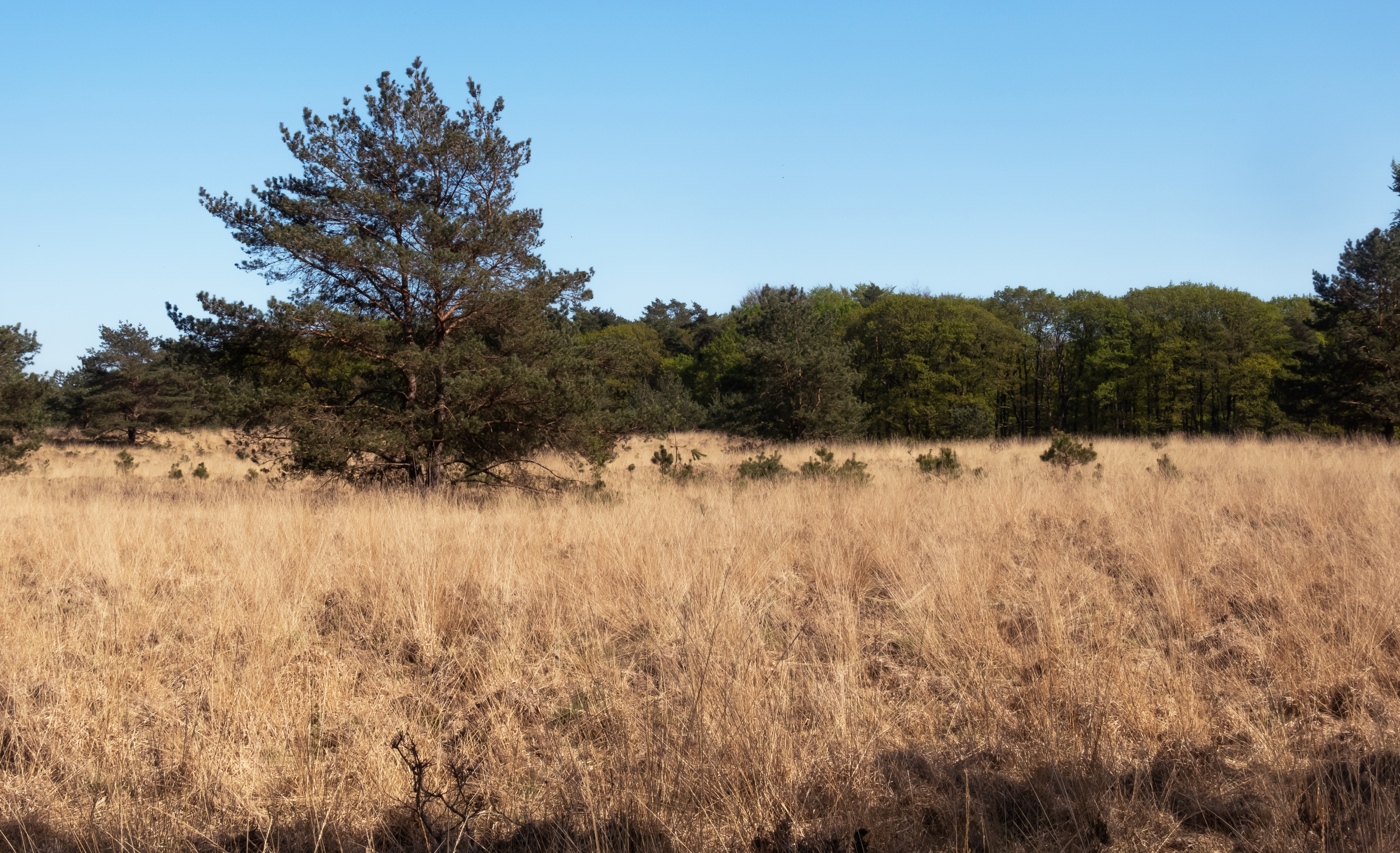
tussen Vaassen en Elspeet, boom tussen het dorre gras

Vaassen (Nedersaksisch: Voas'n) is een van de grotere kernen van de Nederlandse gemeente Epe. Vaassen ligt tussen Apeldoorn en Zwolle aan de oostrand van de Veluwe in de provincie Gelderland en heeft per 1 januari 2023 12.725 inwoners. Vaassen werd samen met Oene op 1 januari 1812 als zelfstandige gemeente van Epe afgesplitst. Op 1 januari 1818 werd de gemeente opgeheven en herenigd met Epe.

## Geschiedenis
De vroegste tekenen van bewoners in deze omgeving zijn de grafheuvels en raatakkers (prehistorische vierkante akkers omgeven door aarden walletjes) ten noordwesten van Vaassen op de Veluwe, tussen de Elburgerweg en Gortelseweg. Er ligt een heel complex (ca. 76 hectare) van deze akkers bij Vaassen, rond de Gortelseweg. Ze dateren uit de IJzertijd. De bewoners waren Germaanse boeren en leefden daar nog voor de Romeinse tijd. Ze woonden in houten hutten en leefden van de landbouw, veehouderij, kruiden en de jacht op herten en zwijnen.
Het dorp wordt voor het eerst vermeld in een akte uit de Codex Laureshamensis van het klooster Lorsch uit 891 of 892 als een Brunhilde een hoeve en de kerk aan Lorsch schenkt. De toenmalige naam Fasna zou duiden op een grassoort.
In Vaassen staat het Kasteel De Cannenburgh, ooit gebouwd voor de Gelderse veldheer Maarten van Rossum. Het huidige kasteel dateert uit de 16e eeuw.
Vaassen kenmerkt zich door het eeuwenlang vreedzaam naast elkaar leven van een protestantse en rooms-katholieke bevolking. Midden in het dorp staat de Dorpskerk met een kerktoren van omstreeks 1500. In de Dorpskerk bevindt zich een grafsteen van een van de vroegere bewoners van de Cannenburgh.
Van 2 september 1887 tot 8 oktober 1950 beschikte Vaassen over station Vaassen, een spoorwegstation aan de Baronnenlijn tussen Apeldoorn en Zwolle.
In de jaren 50 werden groepen Molukkers gehuisvest in Vaassen. Voor onderdak was het kamp Berkenoord aangewezen. Wrijvingen met de overheid over (her)huisvesting leidden op 14 oktober 1976 tot de ontruiming van dit woonoord, waar nu de wijk Berkenoord II staat. Heden ten dage is er nog een aanzienlijke Molukse gemeenschap in Vaassen.

## Buurten en wijken
Berkenoord, Berkenoord II, De Oosterhof, Heggerenk, Kerkenland, Oranjebuurt, Transvaalbuurt, Vogelbuurt, Industriewijk, Vossenhoek en Vulcanusbuurt.

## Geboren in Vaassen
- Philip Akkerman (1957), schilder, aquarellist en tekenaar van zelfportretten
- Just Berends (1992), voetballer
- Bertus Leerkes (1922-2000), politicus
- Anton Pannekoek (1873-1960), astronoom en marxist
- Frans Nieuwenhuis (1936), troubadour
- Peter Eilander (1957), organist
- Ton F. van Dijk (1962), televisiejournalist en omroepbestuurder
- Hein Schermers (1928-2006), jurist
- Ron Willems (1966), voetballer

## Woonachtig geweest in Vaassen
- Roelof Bijlsma (1880-1947), rijksarchivaris
- Frits Slomp (1898-1978), dominee en verzetsheld (Frits de Zwerver)
- Paula Gomes (1922-2013), schrijfster en dichteres
- Maarten van Rossum (voor 1490-1555), Gelders legeraanvoerder
- Ron Willems (1966), voetballer
- Hans van der Hoeve, burgemeester
- Greet Grottendieck, beeldhouwster
- Eelco Sintnicolaas, atleet
- Henk Wijngaard, zanger
- Hassan Tan, huisarts binnen de Molukse gemeenschap
- Arno Wellens, financieel journalist

## Kernen bij Vaassen
De Hegge, De Jonas, Geerstraat, Hafkamp, Kortenbroek, 't Laar, Niersen, Vaassense Broek en De Uulenberg.

## Religieuze instellingen
Aangezien veel dorpen op de Veluwe overwegend protestants zijn, is het opvallend dat Vaassen, gelegen aan de rand van de Bijbelgordel, van oudsher een rooms-katholieke parochie heeft gehad. Dit is waarschijnlijk het gevolg van de bewoners van De Cannenburgh, die zelf katholiek waren. Aanvankelijk kwam de parochie dan ook bijeen in de kapel van de Cannenburgh. Begin 20e eeuw waren er rondom de Sint-Martinuskerk een kleuterschool en een zusterhuis, genoemd naar zr. Theresia. In 2010 kent Vaassen de volgende kerken:
- Hervormde Kerk, PKN → Dorpskerk
- Rooms-Katholieke Kerk - Martinusparochie
- Gereformeerde Kerk, PKN "De Tabernakel"
- Vrijzinnige geloofsgemeenschap
- Evangelische Gemeente "Woord en Daad"
- Hervormde Evangelisatie op G.G. (Kosterstraatkerk)
- Geredja Indjili Maluku (Moluks Evangelische Kerk)
- Groot Nieuws Gemeente
- Sultan Ahmet Cami Moskee

## Bezienswaardigheden
- Daams' molen. Een in 1989 gerestaureerde 8-kante stellingmolen van het type windmolen met als functie korenmolen. Om de windvang van de molen, maar ook de ontwikkeling van het centrum van Vaassen te waarborgen, is in het voorjaar van 2012 de molen opgehoogd met 4,9 meter. De ophoging heeft te maken met de zogeheten molenbiotoop.
- Kasteel De Cannenburgh.
- Cannenburger Molen, watermolen.
- Sprengen en bekenstelsel.
- Celtic fields, omvangrijk prehistorisch akkercomplex van 76 hectare, voorbeeld van blokverkaveling
- Grafheuvels, serie grafheuvels ten noordwesten van Vaassen
- Museum Vaassen Historie, museum met vaste en wisselende exposities over de lokale historie.

## Bijzondere instellingen
- Zwem- en sportcentrum de Koekoek, verkozen tot beste zwembad van Nederland 2014 in de categorie 100.000 tot 200.000 bezoekers.
- Restaurant De Leest met drie Michelinsterren (sinds 2020 gesloten)

## Evenementen
Enkele belangrijke evenementen in Vaassen zijn de Vaassense Dorpsavonden, Airgunners Day, Kerstmarkt, Vaasaqua, Vaassen-reünie, Poppy Day, Oktoberfeesten, Cavente Kinderdorp, het Middeleeuws Festijn Cannenburch en het Carnaval in Vaassen (Rossumdaerp).

## Voetbal
In Vaassen vindt men drie amateurvoetbalverenigingen: VIOS Vaassen, KCVO en SV Vaassen. SV Vaassen en Vios zijn te vinden in sportpark de Kouwenaar en KCVO op de Egelbeek.

## Muziek
Het Vaassens Fanfare Corps, opgericht in 1906, is een fanfare-orkest dat uitkomt in de tweede divisie. De fanfare is een van de oudste verenigingen in Vaassen en is actief verbonden met de Vaassense bevolking. Met concerten, optochten en rondgangen laat de fanfare regelmatig van zich horen in Vaassen en omstreken.